# Para vosotros canto
Para vosotros canto es el nombre del tercer álbum de estudio del cantautor español José Luis Perales, siendo Rafael Trabucchelli el director de producción. Fue publicado en 1975 por la discográfica española Hispavox (completamente absorbida por EMI en 1985).
Al igual que las otras canciones producidas en sus dos discos anteriores, «Mis Canciones» (1973) y «El Pregón» (1974), continúa con su estilo de balada romántica, y ciertas canciones en las que se manifiesta una crítica social frente a la injusticia, como por ejemplo: «El amo y el mozo» y «Mi pueblo se está muriendo».  El álbum incluye diez canciones, siendo «Y te vas» el tema con mayor éxito del cantautor español hasta ese momento.
De este álbum se desprende el doble sencillo «Y te vas/Por ti» (1975).

## Listado de canciones

### Disco de vinilo
| Lado A |                                             |          |  |
| N.º    | Título                                      | Duración |  |
| 1.     | «Y te vas»                                  |          |  |
| 2.     | «El ciego»                                  |          |  |
| 3.     | «El amo y el mozo»                          |          |  |
| 4.     | «Canción para un poeta (a Federico Muelas)» |          |  |
| 5.     | «El Snob»                                   |          |  |

| Lado B |                              |          |  |
| N.º    | Título                       | Duración |  |
| 1.     | «Nana para mi madre»         |          |  |
| 2.     | «Mi pueblo se está muriendo» |          |  |
| 3.     | «Para vosotros canto»        |          |  |
| 4.     | «La tabaquera»               |          |  |
| 5.     | «Por ti»                     |          |  |

### Casete
| Lado A |                                             |          |  |
| N.º    | Título                                      | Duración |  |
| 1.     | «Y te vas»                                  |          |  |
| 2.     | «El ciego»                                  |          |  |
| 3.     | «El amo y el mozo»                          |          |  |
| 4.     | «Canción para un poeta (a Federico Muelas)» |          |  |
| 5.     | «El Snob»                                   |          |  |

| Lado B |                              |          |  |
| N.º    | Título                       | Duración |  |
| 1.     | «Nana para mi madre»         |          |  |
| 2.     | «Mi pueblo se está muriendo» |          |  |
| 3.     | «Para vosotros canto»        |          |  |
| 4.     | «La tabaquera»               |          |  |
| 5.     | «Por ti»                     |          |  |

### CD
|       |                                             |          |  |  |  |  |  |  |  |  |
| N.º   | Título                                      | Duración |  |  |  |  |  |  |  |  |
| 1.    | «Y te vas»                                  | 4:39     |  |  |  |  |  |  |  |  |
| 2.    | «El ciego»                                  | 4:19     |  |  |  |  |  |  |  |  |
| 3.    | «El amo y el mozo»                          | 3:51     |  |  |  |  |  |  |  |  |
| 4.    | «Canción para un poeta (a Federico Muelas)» | 3:28     |  |  |  |  |  |  |  |  |
| 5.    | «El Snob»                                   | 4:51     |  |  |  |  |  |  |  |  |
| 6.    | «Nana para mi madre»                        | 3:16     |  |  |  |  |  |  |  |  |
| 7.    | «Mi pueblo se está muriendo»                | 3:30     |  |  |  |  |  |  |  |  |
| 8.    | «Para vosotros canto»                       | 3:19     |  |  |  |  |  |  |  |  |
| 9.    | «La tabaquera»                              | 3:26     |  |  |  |  |  |  |  |  |
| 10.   | «Por ti»                                    | 3:06     |  |  |  |  |  |  |  |  |
| 37:48 |                                             |          |  |  |  |  |  |  |  |  |

## Créditos y personal

### Músicos
- Arreglos y dirección de orquesta: Juan Márquez

### Personal de grabación y posproducción
- Todas las canciones compuestas por José Luis Perales
- Compañía discográfica: Hispavox
- Productor musical: Rafael Trabucchelli

### Créditos y personal
- «DISCOGRAFÍA - PARA VOSOTROS CANTO». joseluisperales.net. 2012. Archivado desde el original el 26 de abril de 2012. Consultado el 15 de enero de 2013.

- Datos: Q6060435